# Рејмонд (Канзас)
Рејмонд (енгл. Raymond) град је у америчкој савезној држави Канзас.

## Демографија
По попису из 2010. године број становника је 79, што је 16 (-16,8%) становника мање него 2000. године.
| Група             | 2000.      | 2010.       |
| Белци             | 86 (90,5%) | 79 (100,0%) |
| Афроамериканци    | 0 (0,0%)   | 0 (0,0%)    |
| Азијати           | 1 (1,1%)   | 0 (0,0%)    |
| Хиспаноамериканци | 5 (5,3%)   | 0 (0,0%)    |
| Укупно            | 95         | 79          |